# 康纳·柯比
康纳·亞歷山大·柯比（英語：Connor Alexander Kirby；1998年9月10日—）是一位英格蘭足球運動員，在場上的位置是中場。他現在效力於英格蘭足球乙級聯賽球隊哈洛格特鎮。

## 球會生涯
2015年10月，柯比與球會谢周三簽下首份職業合約，2018年4月英格蘭足球冠軍聯賽對雷丁之戰首次職業上場。2019年8月9日，他被外借至马科斯菲尔德至季末。
2020年8月，柯比轉投英格蘭足球乙級聯賽球隊哈洛格特鎮，他是該球隊夏天首簽。